# Bonamia linearis
Bonamia linearis är en vindeväxtart som först beskrevs av Robert Brown, och fick sitt nu gällande namn av Hallier f. Bonamia linearis ingår i släktet Bonamia och familjen vindeväxter. Inga underarter finns listade i Catalogue of Life.